# 五大橋梁重建工程
五大橋梁重建工程是臺灣鐵路管理局於1983年7月至1992年5月間辦理的一項鐵路橋梁改建工程。

## 工程背景
臺灣鐵路肇建於清朝後期，並於日本時代由臺灣總督府鐵道部（臺灣總督府交通局鐵道部的前身）予以改建、延伸路線。囿於當時施工技術，多數鐵路橋梁之橋台、橋墩材料為石砌或磚砌，橋基採用松木樁或擴大基礎，部分採用沉箱基礎的橋梁，植基亦不深。這些鐵路橋梁使用至二戰前、後年代許多已不符設計或載重標準，加以長年受河流沖刷，使橋墩覆土更淺，危及橋梁與行車安全，甚而發生橋梁遭洪水沖毀致路線中斷之事故，因此，臺灣鐵路管理局決定改建這些老舊橋梁。該局計畫重建的鐵路橋梁，除了已重建完成、或已局部改建、或將來另有重大路線工程計畫需配合重建者之外，計羅列出29座橋梁，分別納入「五大橋梁重建工程」及「鐵路沿線老舊橋梁重建工程」兩項計畫。
五大橋梁由南而北分別為大肚溪橋、下大甲溪橋、下大安溪橋、第二大嵙崁溪橋、新店溪橋，分別屬於縱貫線及山線鐵路，原橋上部結構計畫改建為上承式或半穿式下承式預力混凝土梁，下部結構設計為鋼筋混凝土橋墩，基礎則採用反循環基樁、圓形沉箱或楕圓形沉箱興建。

## 五大橋梁重建前及重建情形

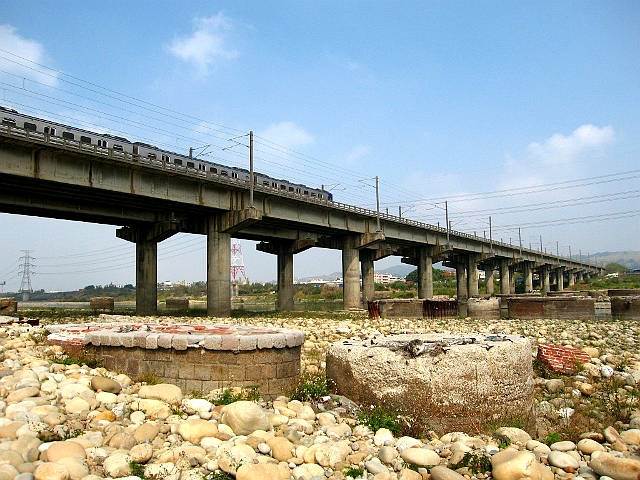
五大橋梁重建工程之「大肚溪橋」，1988年2月通車。

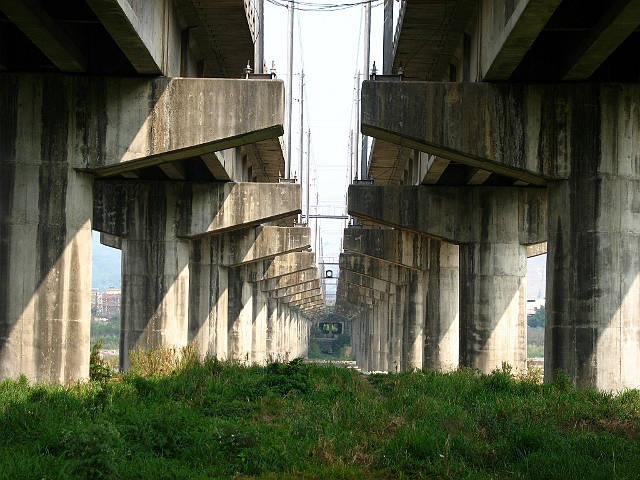
五大橋梁重建工程之「大肚溪橋」，為海線（圖左）、山線（圖右）各1座雙線橋梁並列，皆為上承式橋。

- 大肚溪橋：位於追分車站、成功車站至彰化車站間，重建前日本時代舊橋為海線、山線各1座單線橋梁並列，均為前後兩端合計13孔上承式鋼鈑梁及中間6孔下承式桁梁之鐵路橋（全長590公尺[註 2]）[2]。該2座舊橋1959年八七水災遭洪水沖毀後，分別於1960年4月（山線舊橋）及6月（海線舊橋）完成原地改建並延長為前後兩端合計18孔上承式鋼鈑梁及中間6孔下承式桁梁之鐵路橋（全長704公尺）[7]。本工程計畫之新大肚溪橋，建於前述舊橋下游20公尺處，橋位提高2公尺，主橋為海線、山線各1座雙線橋梁並列，均為25孔32.1公尺之上承式預力梁橋，全長802.5公尺[2]，於1988年2月4日完工通車（鋪設傳統道碴式軌道；通車初期海線雙線新橋僅鋪設單線鐵路）。另外為了配合新橋橋位，追分車站、成功車站往彰化車站方向以及成功～追分之間的成追線等路線均配合改線[1][註 3]，而大肚溪南號誌站亦配合遷設或重置配線[註 4]，以管控新橋南端（彰化側）海線鐵路匯入山線鐵路。

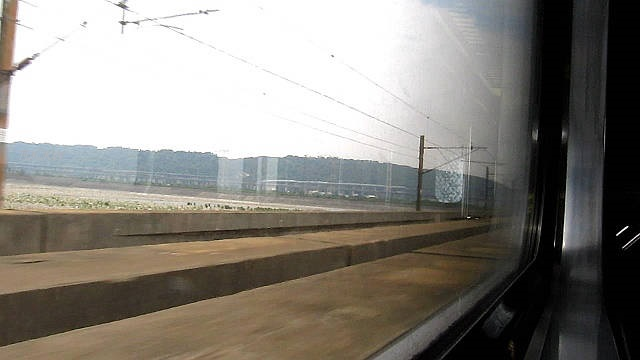
五大橋梁重建工程之「下大甲溪橋」，1987年6月通車，為下承式預力梁橋。

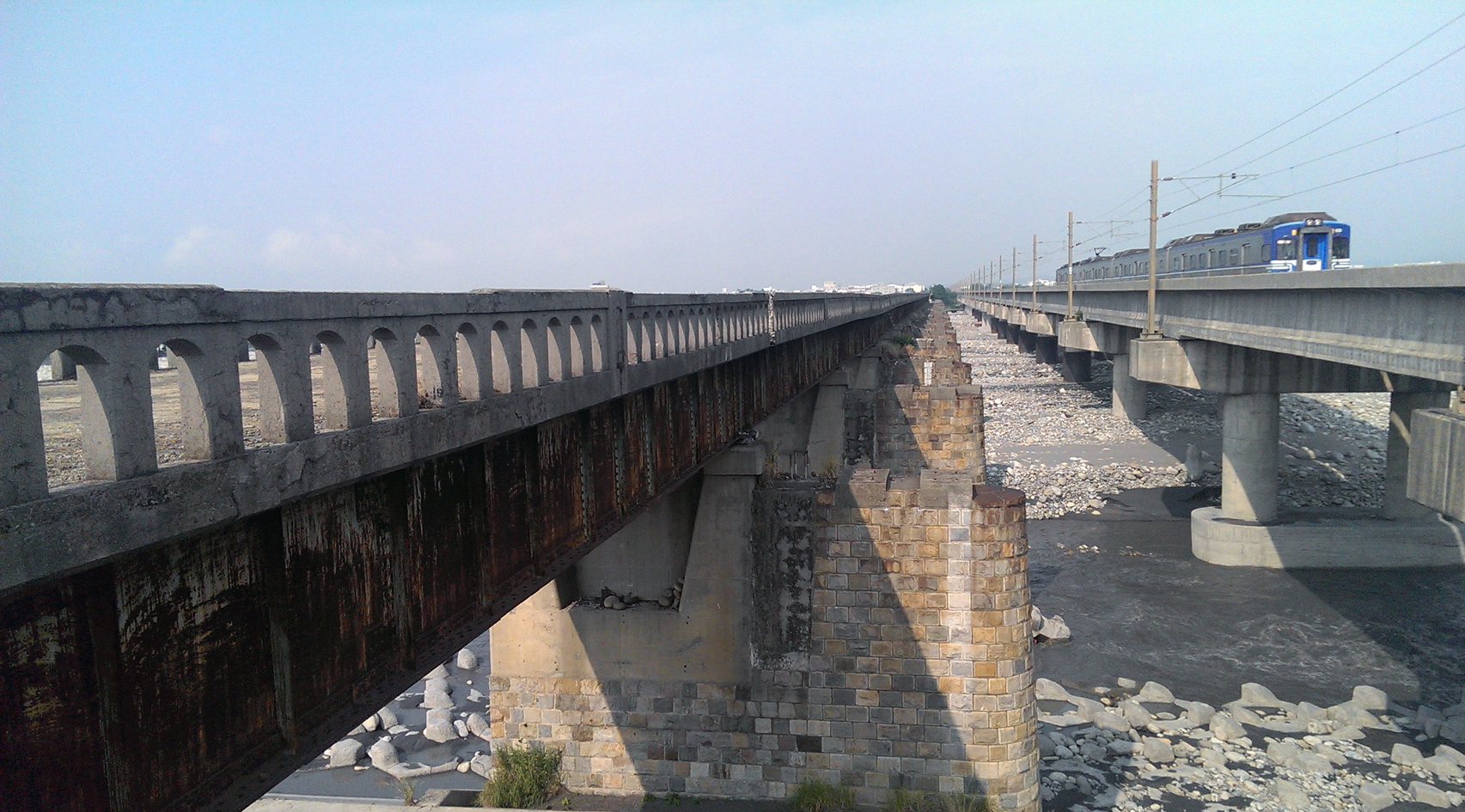
五大橋梁重建工程之「下大安溪橋」（圖右），建於舊大安溪橋（圖左）上游側（東側），1987年1月通車。

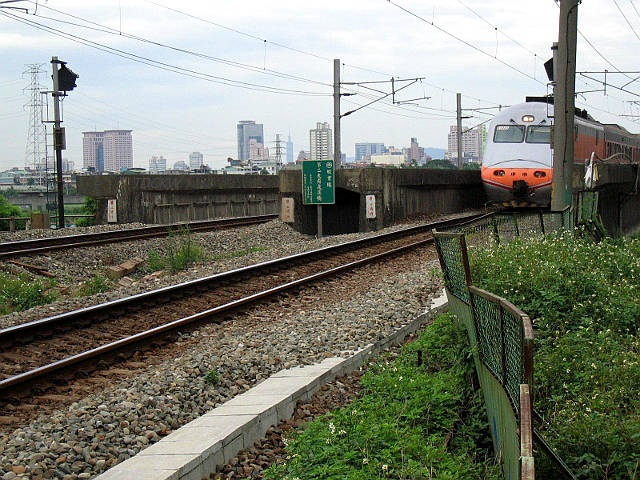
五大橋梁重建工程之「第二大嵙崁溪橋」，為下承式預力梁橋，1991年8月通車。

- 下大甲溪橋：位於海線大甲車站至台中港車站間，重建前舊橋為雙線61孔上承式鋼鈑梁橋[註 5]。新橋建於舊橋上游20公尺處，為雙線39孔32.1公尺之下承式U型（半穿式）預力梁橋，全長1,252公尺[2]，於1987年6月30日完工通車[1]（鋪設傳統道碴式軌道）。

- 下大安溪橋：位於海線日南車站至大甲車站間，重建前舊橋為單線46孔上承式鐵公路共構橋墩之鋼鈑梁橋（即「舊大安溪橋」）。新橋建於舊橋上游18公尺處，為雙線31孔32.1公尺之下承式U型（半穿式）預力梁橋，全長995公尺[2]，於1987年1月20日完工通車[1]（鋪設傳統道碴式軌道）。本橋梁雖為雙線橋，但日南～大甲間尚未擴建為雙線鐵路，故迄今為止該橋僅鋪設單線軌道。

- 第二大嵙崁溪橋：位於縱貫線浮洲車站至樹林車站間，跨越大漢溪，重建前舊橋為上、下行單線橋梁各1座。下行線（東正線）舊橋原為北端8孔上承式鈑梁及南端4孔下承式桁梁，1953年7月完成加建橋墩及撤除桁梁，改建為20孔上承式鈑梁橋[7]；上行線（西正線）舊橋係日本時代台北～竹南間雙線工程中於1931年2月竣工之21孔上承式鈑梁橋[2][15]。本工程計畫之新第二大嵙崁溪橋，建於原上行線舊橋下游15公尺處，原設計長度460公尺，1984年4月9日中華民國經濟部核定需配合防洪計畫，應予增加橋長，故該橋重建工程變更設計，橋位提高3.21公尺，橋梁長度增為802.5公尺，為雙線25孔32.1公尺之下承式U型（半穿式）預力梁橋[2]，於1991年8月28日完工通車[16]（鋪設傳統道碴式軌道）。

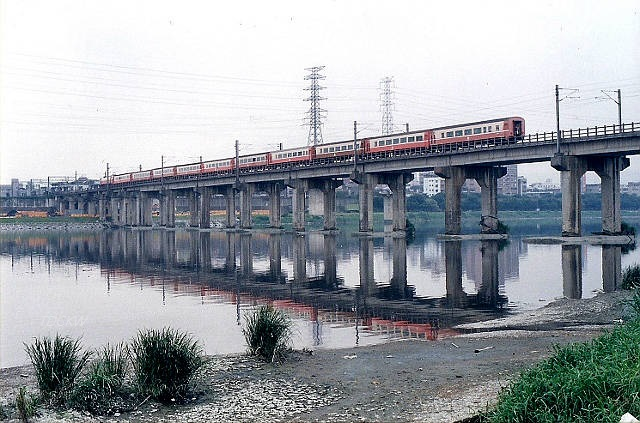
五大橋梁重建工程之「新店溪橋」，1992年5月雙線通車。

- 新店溪橋：位於縱貫線萬華車站至板橋車站間鐵路尚未地下化之前的新店溪上，重建前舊橋為上、下行單線橋梁各1座。下行線（東正線）舊橋為1901年2月20日竣工之14孔上承式鈑梁橋[17]；上行線（西正線）舊橋係日本時代 台北～竹南間雙線工程中於1932年竣工之上承式鈑梁橋[2][18]。新的新店溪橋建於原上行線舊橋下游17公尺處，1983年12月26日開工[19]，橋位配合防洪計畫提高3.54公尺，為全長701公尺之雙線橋梁，下部結構為大口徑反循環基樁與ㅠ型橋墩，上部結構分別為跨度26公尺上承式預力梁19孔、14.2公尺上承式預力梁10孔、13公尺上承式合成梁5孔[2]。新橋開工後因水中基樁打設困難及障礙物清除不易[1]，復又經過4次變更設計，並衍生長期停工，最終於1992年1月27日切換上行線（西正線）[16]通車，並於同年5月31日完成下行線（東正線）切換通車[19]（鋪設傳統道碴式軌道），耗時八年餘，為五大橋梁重建工程中最後完工通車的鐵路橋梁。

## 五大橋梁現況
- 大肚溪橋：現役中。海線橋已於2004年4月鋪設第2線（採用無道碴之彈性基鈑軌道[20]），完成雙線通車[21]。
- 下大甲溪橋：現役中。
- 下大安溪橋：現役中，雙線橋梁仍僅鋪設單線。
- 第二大嵙崁溪橋：現役中。
- 新店溪橋：配合臺北鐵路地下化專案萬板專案工程，橋梁南北兩端曾於工程期間小幅度改線，施作臨時軌便線橋及引道（但主橋位置不變）。1999年7月21日萬華車站至板橋車站以南路段鐵路地下化完工通車，本橋停用，做為鐵路橋梁僅使用8年餘。新店溪橋停用後，由臺北市區地下鐵路工程處（交通部鐵路改建工程局[註 6]的前身）於同年9月15日起動工改建，預力梁拆換為鋼構箱梁與Ｉ型梁、修補橋墩、更新支承座與改建部分帽梁等，並將橋面拓寬為18.5公尺，以應未來公路橋梁使用之需，而橋名則在2001年4月17日由臺北市政府及臺北縣政府（今新北市政府）協調更名為「華翠大橋」。華翠大橋2001年8月16日第一階段新店溪下游側橋面（北橋）通車[22][23]，並連接原地面鐵路改建為臺北市萬華區艋舺大道與新北市板橋區縣民大道，2002年7月27日則完成新店溪上游側橋面（南橋），實現雙向各2車道全面通車，並使用至今[22][24]。

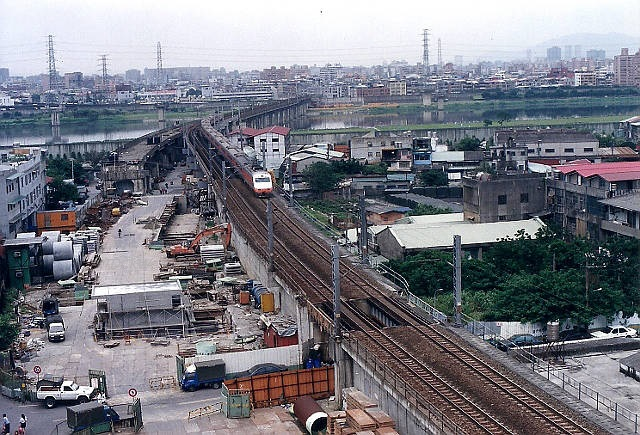
臺北鐵路地下化萬板專案工程期間，「新店溪橋」南北兩端小幅度改線，另築臨時軌便線橋及引道。
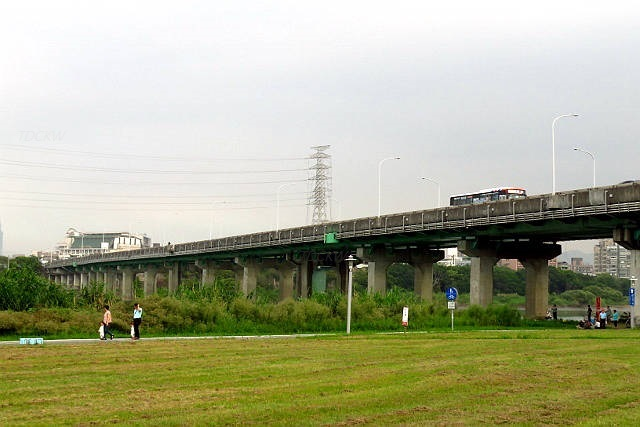
五大橋梁重建工程之「新店溪橋」停用後，改建為華翠大橋，供汽車通行。
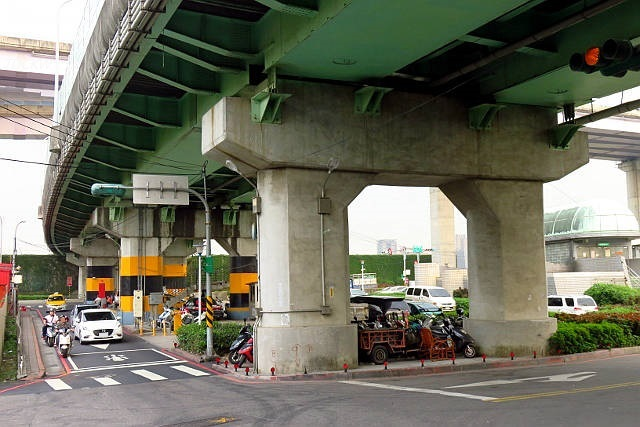
華翠大橋尚保有部分五大橋梁重建工程「新店溪橋」原橋墩結構。

## 引用資料
1. 1 2 3 4 5 6 7 8  交通部. . 臺北市. 1990年10月10日: 頁383.
2. 1 2 3 4 5 6 7 8 9 10 11 12  壽俊仁 (编). . 臺灣鐵路管理局. 1987: 頁304–306. 國家圖書館 臺灣記憶
3. ↑  臺灣省政府交通處：《臺灣省交通建設 Taiwan Comunications From 1984~1989 R. O. C.》，臺北市，1990(?)年，頁82。
4. ↑  〈大甲溪鐵橋橋墩遭山洪沖垮〉，《中國時報》，1982年8月11日，第3版。
5. ↑  〈海線下大甲溪橋沖毀 約需一月始能修復 勢必影響縱貫路列車準點〉，《聯合報》，1985年8月24日，第3版。
6. 1 2  交通部. . 臺北市. 1989年10月10日: 頁313、329.
7. 1 2  交通部交通研究所. . 臺北市. 1962年: 頁439～440.
8. ↑  農林航空測量所：1978年、1985年《臺灣地區相片基本圖》，圖幅「大肚橋」一版（9521-III-053）、「大度橋」二版（9521-III-053）、「大竹莊」一版（9521-III-063）、「大竹莊」二版（9521-III-063），台北。
9. ↑  臺灣總督府鐵道部. . 臺北市: 國立國會圖書館 數位典藏. 1922-12-25: 頁63  [2021-09-09]. （原始内容存档于2021-09-09）.
10. ↑  臺灣總督府鐵道部. . 臺北市: 國立國會圖書館 數位典藏. 1923-12-17: 頁61  [2021-09-09]. （原始内容存档于2021-09-09）.
11. ↑  臺中州：《臺中州要覽》，臺中市，1933年12月26日，頁116。
12. ↑  〈西部幹線大甲溪橋定廿六日完工通車 下月開始征車輛過橋費〉，《聯合報》，1975年8月17日，第2版。
13. ↑  交通部交通研究所：中華民國63年《交通年鑑》，臺北市，1975年7月，頁152。
14. ↑  臺灣省文獻委員會：《重修臺灣省通志》卷四經濟志交通篇（第一冊），南投縣，1993年1月15日，頁54、93、295、314。
15. ↑  臺灣總督府交通局鐵道部. . 臺北市: 國立國會圖書館 數位典藏. 1931年12月: 頁66  [2021-09-09]. （原始内容存档于2021-09-22）.
16. 1 2  交通部. . 臺北市. 1992年: 頁331.
17. ↑  臺灣總督府鐵道部.  中卷（未定稿）. 臺北: 國立國會圖書館 數位典藏. 1911-03-25: 頁133  [2021-09-09]. （原始内容存档于2021-09-25）.
18. ↑  臺灣總督府交通局鐵道部. . 臺北市: 國立國會圖書館 數位典藏. 1933年12月: 頁58  [2021-09-09]. （原始内容存档于2022-01-10）.。
19. 1 2  嚴啟昌. . 臺北市. 2011年1月: 頁1～4.
20. ↑  郭致宇：《台鐵「軌枕埋入式軌道」振動特性研究 Dynamic Characteristics of Sleeper Embedded Track for TRA》，新竹市：國立交通大學工學院碩士專班碩士論文，2007年6月，頁4（表1.1〈台鐵現行無道碴軌道系統表〉）、頁12（圖2.5〈台鐵混凝土基座道床軌道示意圖〉）。
21. ↑  彰化縣文化局：《慶祝 中部鐵路通車100週年 彰化扇形車庫修復落成 臺灣鐵路創建118週年 紀念專輯》，彰化縣，2005年8月，頁32。
22. 1 2  交通部鐵路改建工程局. . 台北縣. 2005年12月: 頁168～170、770、773、777.
23. ↑  〈萬板幹道單向通車 沿線建物翻身〉，《自由時報》，2001年8月17日，第12版。
24. ↑  交通部鐵路改建工程局萬華板橋鐵路地下化工程專案 （页面存档备份，存于）